# 张耀华 (1931年)
张耀华（1931年—2023年1月12日），男，中华人民共和国政治人物，曾任南京市人民政府市长。

## 生平
张耀华出生于1931年。1983年4月至1988年1月担任南京市人民政府市长。还曾担任过中共南京市委书记，江苏省人大常委会副主任。
张耀华还曾担任中国石化扬子石油化工有限股份公司独立董事。